# Gornji Nikšić
Gornji Nikšić – wieś w Chorwacji, w żupanii karlowackiej, w mieście Slunj. W 2011 roku liczyła 47 mieszkańców.